# Kusacze
Kusacze, kusaki, kusakowate – rząd (Tinamiformes) oraz rodzina (Tinamidae) ptaków z podgromady ptaków nowoczesnych Neornithes. Obejmuje ptaki lądowe, naziemne, przypominające nieco kuraki. Zamieszkują obszar od Patagonii po Meksyk.

## Cechy charakterystyczne
Ptaki te charakteryzują się następującymi cechami:
- długość ciała 15–50 cm[5]
- pokrój kuropatwy: mała głowa, krótkie nogi i ogon
- ubarwienie od piaskowego przez szare po brązowe, często z ciemnym rysunkiem
- samice większe i barwniejsze
- słabo latają
- w razie niebezpieczeństwa nieruchomieją, starając się zlać z otoczeniem
- zasadniczo prowadzą samotniczy tryb życia
- wszystkożerne; odżywiają się nasionami, owocami i małymi zwierzętami
- poligamiczne lub poliandryczne
- znoszą do 12 jednobarwnych, połyskliwych jaj
- wysiaduje wyłącznie samiec
- wysiadywanie trwa około 20 dni
- u niektórych gatunków samiec schodząc z gniazda przykrywa jaja liśćmi i piórami
- półzagniazdowniki.

## Systematyka
Do rodziny należą następujące rodzaje:
- Nothocercus Bonaparte, 1856
- Tinamus Hermann, 1783
- Crypturellus Brabourne & C. Chubb, 1914
- Rhynchotus von Spix, 1825
- Nothura Wagler, 1827
- Eudromia I. Geoffroy Saint-Hilaire, 1832
- Tinamotis Vigors, 1837